# Cabera monotonica
Cabera monotonica är en fjärilsart som beskrevs av Embrik Strand 1901. Cabera monotonica ingår i släktet Cabera och familjen mätare. Inga underarter finns listade i Catalogue of Life.